# Ludwig Kötter
Ludwig Kötter (* 19. März 1926 in Altenburg; † 5. Februar 2019 in Saarbrücken) war ein deutscher Psychologe.

## Leben
Nach der Teilnahme am 2. Weltkrieg und dem Abitur 1947 in Paderborn studierte er an der Pädagogischen Akademie Detmold (1949 1. und 1954 2. Lehrerexamen). Von 1950 bis 1954 war er Lehrer in Oesterholz-Haustenbeck. Ab 1955 studierte er Psychologie in Marburg (1959 Diplom, 1961 Promotion zum Dr. phil.). Ab 1961 war er wissenschaftlicher Assistent an der Universität Kiel. Nach der Habilitation 1968 in Kiel war er ab 1970 Professor für Erziehungswissenschaft in Saarbrücken.

## Schriften (Auswahl)
- mit Hansgeorg Bartenwerfer und Wilhelm Sickel: Beiträge zum Problem der psychischen Beanspruchung. Teil 2: Verfahren zur graduellen Beurteilung der psychischen Beanspruchung in der Industrie. Köln 1963, OCLC 913805082.
- Welche Umstellungsschwierigkeiten sind bei einer Rechtschreibreform zu erwarten? Empirische Untersuchungen zum Einfluß unvermittelt eingeführter „gemäßigter Kleinschreibung“ auf die Lese- bzw. Schreibleistungen von Schülern und Studenten. Frankfurt am Main 1966, OCLC 554177884.
- mit Hermann Wegener und Friedhard Zastrow: Zur programmierten Unterweisung Lernbehinderter. Einführung in das Lesen einer Autokarte. Bericht über eines Forschungsvorhaben zur optimalen Gestaltung eines einwöchigen Sachkundeprogramms für Sonderschüler. Berlin-Charlottenburg 1972, ISBN 3-7864-2135-8.